# Heraios

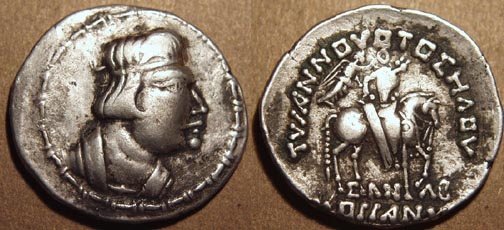
Silbermünze mit HIAOY

Heraios als Herrscher des Imperiums Kuschana verdankt seine Existenz dem Versuch, den Begriff HIAOY auf Silbermünzen von ca. 15 und 0,6 g. als Eigenname zu deuten. Der Begriff folgt auf das griechische TYRANNOUNTOS, das ihn als Alleinherrscher ausweist, und vor KOPPANOY, das ihn als „Kuschan“, d. h. als legalen Herrscher eines Gebiets in Baktrien kennzeichnet. Das R in Heraios entstammt der Fehllesung des Iota an zweiter Stelle von HIAOY. Dies ist wohl wie „chiau“ zu lesen und gibt das Chinesische xihou wieder, besser bekannt in seiner Turk-sprachlichen Form als yabghu. Die Münzen des angeblichen Heraios enthalten keinen Eigennamen, sondern nur Titel. Der Bezug zum König Kujula Kadphises ergibt sich aus zwei Kupfermünzen (Cribb 1996; Falk 2015: 86), die vor identischer bildlicher Darstellung dieselben Titel benennen, dazu aber noch den Namen Kujulas. Die TYRANNOUNTOS-Münzen finden sich entlang des Oxus (Amu Darya) in Nord-Afghanistan und Süd-Tadschikistan. Da sie eher zum Beginn als zum Ende der Herrschaft Kujulas zu passen scheinen, sind sie in die erste Hälfte des ersten Jh.n.Chr. zu datieren.